# فولا (كامبانيا)
فولا، (بالإنجليزية: Volla)‏، هي بلدية في مدينة نابولي متروبوليتان في إقليم كامبانيا الإيطالي، وتقع على بعد حوالي 9 كيلومترات (5.6 ميل) شمال شرق نابولي. يعتمد اقتصادها في الغالب على الزراعة.

## السكان
في سنة 1861 بلغ عدد السكان 1٬079 نسمة، وتطور العدد ليصل في سنة 2011 لـ 22٬989 نسمة.
يظهر هذا المخطط البياني تطور النمو السكاني لـ فولا (كامبانيا)